# الحجم الواضح
الحجم الواضح هو مكتبة تصوير ثلاثي الأبعاد مفتوحة المصدر في الوقت الحالي مصممة لمجاهر الألواح الضوئية ذات الحجم والمتطورة.
يمكِّن الحجم الواضح بالتصور الحي لبيانات المجهر مما يسمح لعلماء الأحياء بأن يقرروا إذا كانت العينة تستحق التصوير.
يمكن دمج الحجم الواضح بسهولة في برامج المجهر جافا، لغة البرمجة، بايثون أو لابفيو.
يحتوي على واجهة مخصصة لبرامج التحكم.
الحجم الواضح يدعم قنوات متعددة، بيانات حية ثلاثية الأبعاد متدفقة من المجاهر البعيدة وأيضاً يستخدم خوارزمية عرض فيبوناتشي متعددة التمريرات يمكنها التعامل مع الأحجام الكبيرة.
بالإضافة لذلك تم دمج الحجم الواضح في النظام البيئي فيجي/ ايمج جي تو/ نايم.